# Lidwien Janssen
Lidwina Anna Johanna Maria Janssen (13 juli 1953) is een van de vijftien links-radicale leden van de Rode Jeugd die in juli 1976 op uitnodiging van de Palestijnse extremist dr. Wadi Haddad van het marxistisch-leninistische Volksfront voor de Bevrijding van Palestina van George Habash naar Zuid-Jemen reisden en daar een guerrillatraining volgden. Dit alles gebeurde onder de dekmantel van de Rode Hulp.
Zij werd in september 1976 gearresteerd op het vliegveld Ben-Gurion in Tel Aviv (Israël) toen ze op verzoek van Wadi Haddad de beveiligingssituatie aldaar in kaart bracht. Een verslag van haar verhoor kwam via de BBC bij het weekblad Nieuwe Revu terecht, die het publiceerde. Janssen werd in Israël tot zes jaar gevangenisstraf veroordeeld wegens spionage en hulp aan een vijandelijke organisatie. Na twee jaar werd ze vrijgelaten.
Andere leden van de groep die het trainingkamp bezochten, zijn onder anderen de initiatiefnemers Adrie Eeken, Ciska Brakenhoff, de reeds overleden Lucien van Hoesel, zijn weduwe Mirjam van Hoesel, Evert van den Berg, Annie Westebring en Sam Pormes, de latere GroenLinks-senator.